# Milet
Milet (grč. Μίλητος; „Milētos“, lat. Miletus) je bio antički grad na zapadnoj obali Anatolije (današnja Turska), odnosno na istočnoj obali Egejskog mora pokraj ušća rijeke Maeander koja je razdvajala drevne pokrajine Joniju i Kariju. Budući kako se obala oko grada mijenjala kroz povijest i kako je podučje pokriveno muljem nastalim nanošenjem rijeke, gotovo nije moguće utvrditi koja su najstarija naselja u okolici, no pretpostavlja se kako navedeni datiraju iz neolitika. U ranom i srednjem brončanom dobu, naselja su bila pod minojskim utjecajem, pa je grad nazvan prema naselju s Krete.
Krajem 13. stoljeća pr. Kr. grad naseljavaju Grci koji se nazivaju Ahejcima. Milet se kasnije pobunio protiv vladavine Hetita, a nakon pada njihove države grad je uništen. Dva stoljeća kasnije, oko 1000. pr. Kr. grad naseljavaju jonski Grci, a Milet postaje jedan od 12 gradova elitnog „jonskog saveza“. Kasnije su grad osvojili Lidijci, no nakon Krezovog poraza protiv perzijskog vladara Kira Velikog, grad postaje dijelom Perzijskog Carstva, odnosno lidijske satrapije. Milet je nedugo kasnije postao poprištem jonskog ustanka, no Perzijanci 493. pr. Kr. guše pobunu. Gradom su kasnije vladali Makedonci i Rimljani, no u doba Bizanta i Osmanlija grad potpuno gubi na značaju. Antički Milet je poznat kao strogo ortogonalno planirani grad („hipodamus“), koji je nazvan prema njihovom urbanistu Hipodamusu iz Mileta. Također, Milet je poznat kao rodno mjesto brojnih filozofa i znanstvenika, među kojima je najpoznatiji Tales.

## Poveznice
- Stara Grčka
- Perzijsko Carstvo
- Jonski ustanak
- Grčko-perzijski ratovi
- Rimsko Carstvo

## Vanjske poveznice
- Fotografije Mileta  Arhivirana inačica izvorne stranice od 5. siječnja 2014. (Wayback Machine)
- Arheološka istraživanja Mileta (Ruhr-Universität Bochum)
- Antičke kovanice iz Mileta  Arhivirana inačica izvorne stranice od 5. srpnja 2020. (Wayback Machine)
- Arhiva fotografija Mileta (Livius.org)  Arhivirana inačica izvorne stranice od 4. lipnja 2006. (Wayback Machine)
- Milet (Guleta.com)  Arhivirana inačica izvorne stranice od 28. rujna 2007. (Wayback Machine)
- Miletski teatar (Whitman.edu)